# Alter jüdischer Friedhof Niederursel

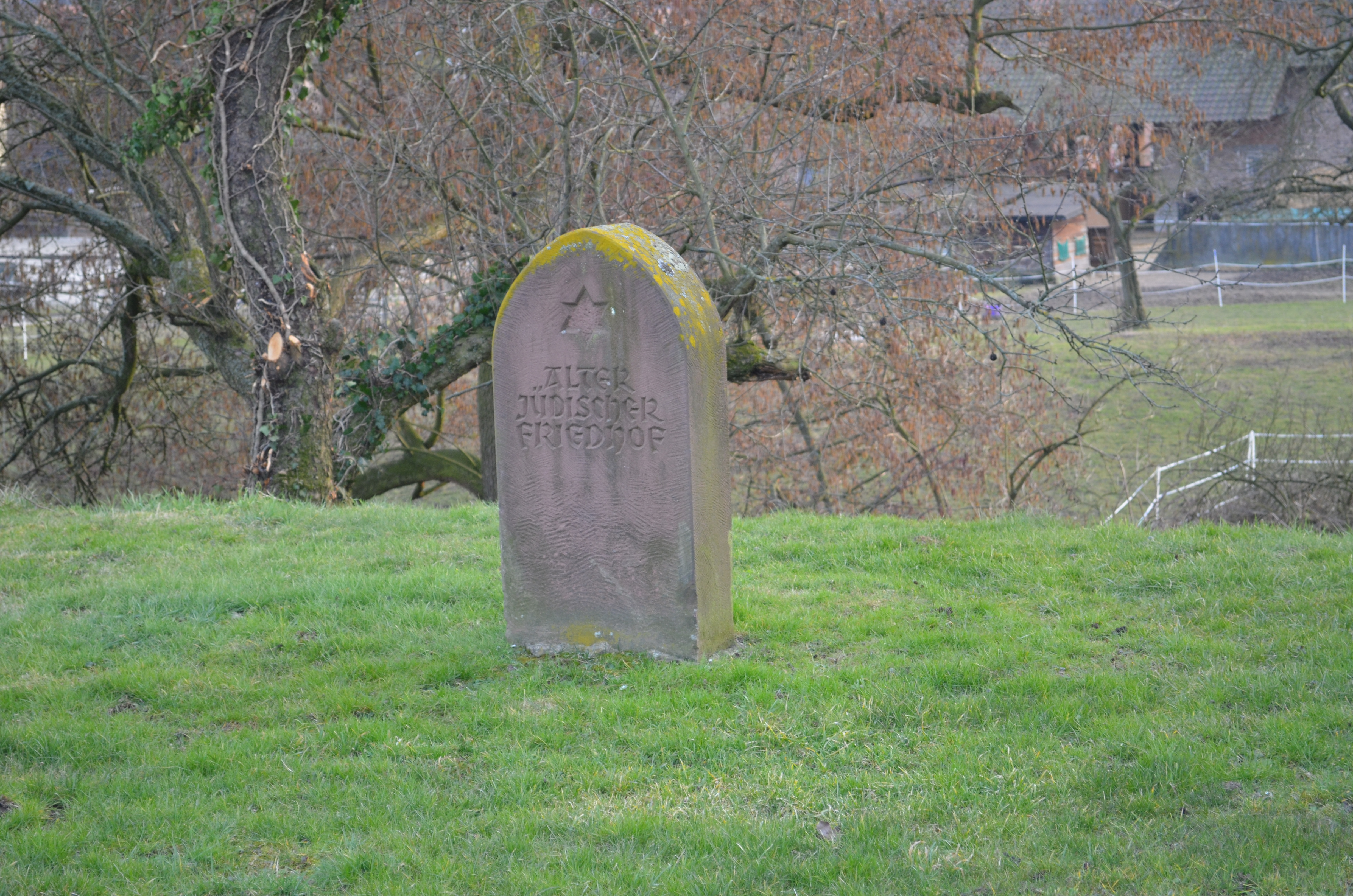
Alter jüdischer Friedhof, Gedenkstein

In Frankfurt-Niederursel bestanden zwei jüdische Friedhöfe. In der Zeit des Nationalsozialismus wurden beide abgeräumt. Heute erinnern Gedenksteine an die frühere Nutzung.

## Jüdische Gemeinde in Niederursel
Am 1. Februar 1695 erhielt der Heddernheimer (in Heddernheim bestand schon länger eine jüdische Gemeinde) Jude Joseph Weiler gegen Zahlung von 5 Reichstalern an die beiden Herrschaften das Recht, in Niederursel zu wohnen. Er betrieb eine Branntweinbrennerei. Nach der Realteilung 1714 wurde in der Solmser Dorfhälfte die Ansiedlung von Juden zugelassen, in der Frankfurter Hälfte nicht. 
Im Jahr 1740 bestand die jüdische Gemeinde aus 10 Männern, 1777 aus 17 Familien. Die Zahl der Juden wuchs in der Folgezeit stark an. 1811 wohnten in der solmschen Hälfte 130 Juden, was ein Drittel der Bevölkerung ausmachte. 1848 wurde eine Synagoge auf dem Grundstück Alt-Niederursel 3 erbaut. In der Folgezeit sank die Zahl der Juden wieder. 1857 wohnten noch 84 Juden in Niederursel. 1865 war die Gemeinde so klein, dass sie aufgelöst wurde. Die Synagoge wurde der evangelischen Gemeinde geschenkt, die dort 1910 die Kleinkinderschule erbaute. 1898 wurden noch 13 Juden gezählt.

## Alter jüdischer Friedhof
Seit der ersten Hälfte des 18. Jahrhunderts bestand in Niederursel eine jüdische Gemeinde, die 1720 ein Feldstück außerhalb des Ortes für einen eigenen Friedhof erwarb. Das Grundstück mit einer Größe von 10,84 Ar liegt am Oberurseler Weg etwa 200 Meter nördlich des Ausflugslokals Zum Lahmen Esel.

## Neuer jüdischer Friedhof

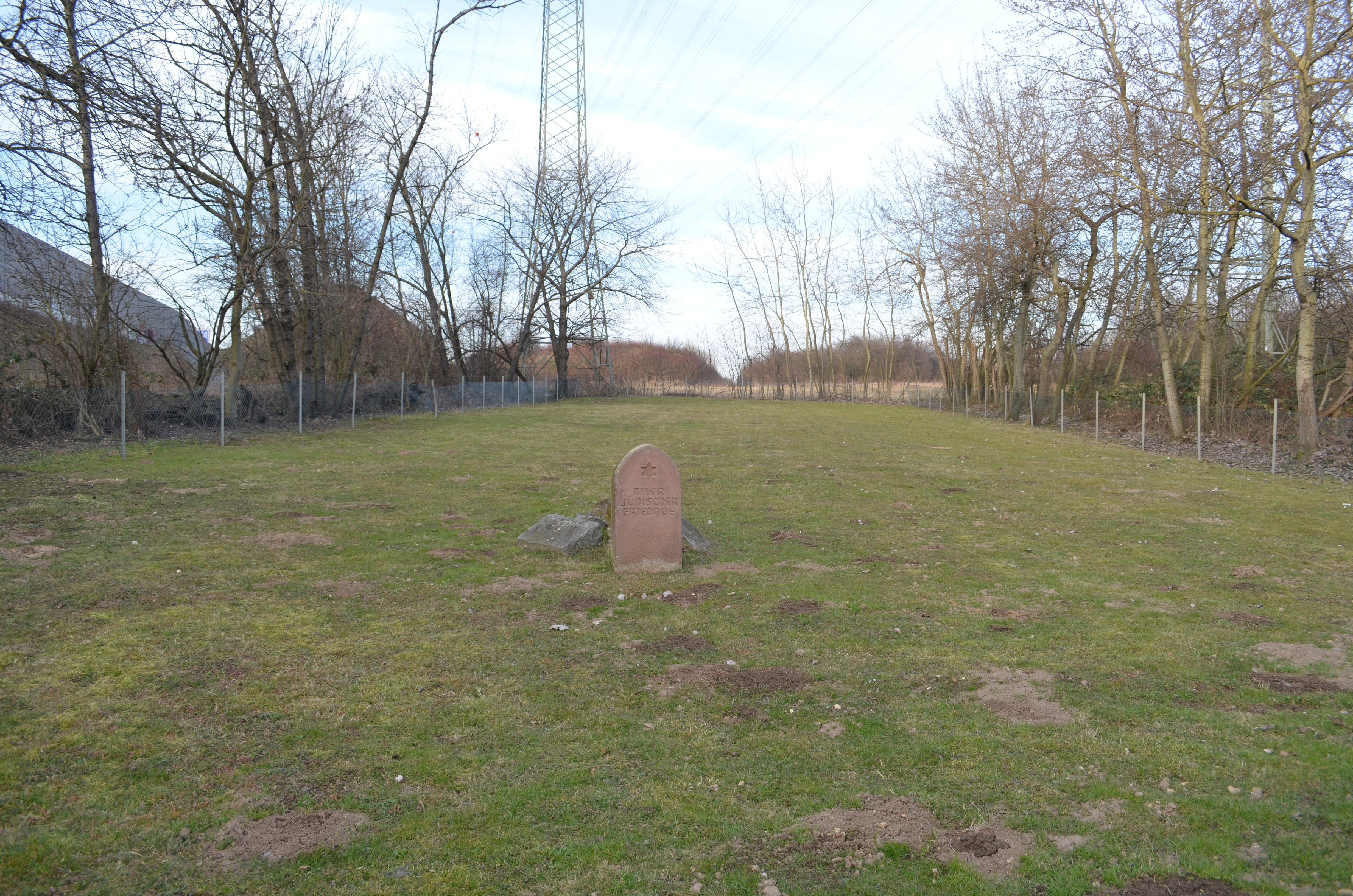
Neuer jüdischer Friedhof

1850 wurde von der Zivilgemeinde ein 1¾ Morgen großes Grundstück vom Grafen zu Solz im Tausch erworben um darauf den neuen Friedhof des Dorfes zu bauen. Die Eingabe der Juden, ein abgegrenztes Teilstück als jüdischen Friedhof zu nutzen, wurde 1850 insbesondere vom Frankfurter Dorfteil abgelehnt.
Nachdem der alte Friedhof zu klein geworden war, erwarb die jüdische Gemeinde ein weiteres Grundstück 700 Meter weiter außerhalb des Ortes, ebenfalls am Oberurseler Weg und direkt an der Strecke der heutigen U-Bahn-Linie U3 gelegen. Dieses Gelände mit einer Größe von 8,18 Ar wurde ab 1876 als Friedhof genutzt.

## Zerstörung und Gedenken
Beide Friedhöfe wurden in der Zeit des Nationalsozialismus zerstört und abgeräumt. Heute sind beide ehemaligen Friedhöfe mit einem Zaun umgebene Freiflächen. Ein Hinweisstein („Alter jüdischer Friedhof“) erinnert jeweils an die frühere Nutzung. Die Inschrift ist bei beiden Friedhöfen gleich. Es sind keine Grabsteine mehr erhalten. Die Pflege der Friedhofsfläche wird durch die Stadt vorgenommen.
Die Zerstörung des neuen jüdischen Friedhofs war auch eine Vorbereitung für den Bau der Urselbachbrücke der heutigen A 5 über den Urselbach. Der Friedhof liegt unmittelbar neben der Autobahn, die hier in einer Höhe von etwa 30 Metern auf der Brücke geführt wird.

## Grabsteinfund 2018
2018 fand ein Spaziergänger in Oberstedten im Unterholz einen Steinblock, der sich als der Grabstein eines Jakob Grünbaum (* 18. Januar 1885 in Niederursel; † 18. Juli 1910) herausstellte. Diese war wohl nach dem Abräumen des jüdischen Friedhofs Niederursel als Teil des Fundamentes einer Gartenhütte genutzt worden. Der Stein wurde wieder auf den jüdischen Friedhofs Niederursel versetzt.